# 馬利希夫卡 (扎波羅熱州)
47°56′18″N 34°59′8″E / 47.93833°N 34.98556°E

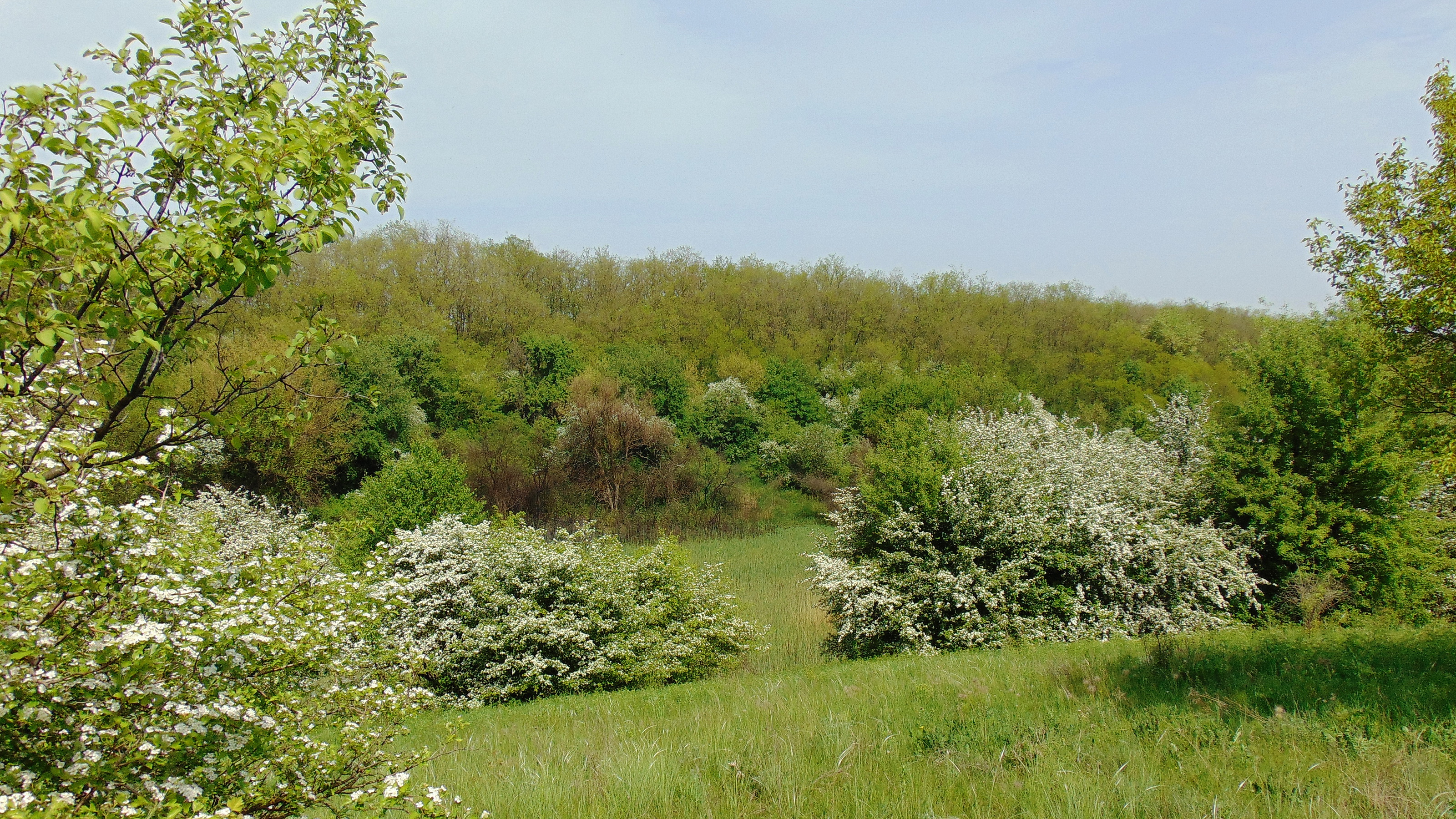
风景

馬利希夫卡（烏克蘭語：Малишівка）是位於烏克蘭東南部的村莊，由扎波羅熱州扎波羅熱区的希羅凱市鎮負責管轄。該村始建於1790年，面積12.9平方公里，海拔高度82米，2001年人口264，人口密度每平方公里20.4人。